# ألبرت آرثر ألين
ألبرت آرثر ألين (بالإنجليزية: Albert Arthur Allen)‏ هو مصور أمريكي، ولد في 8 مايو 1886 في غرافتون في الولايات المتحدة، وتوفي في 25 يناير 1962 في هايوارد في الولايات المتحدة.

## وصلات خارجية
- ألبرت آرثر ألين على موقع IMDb (الإنجليزية)
- ألبرت آرثر ألين على موقع قاعدة بيانات الفيلم (الإنجليزية)